# Климентовский, Роман Андреевич
Роман Андреевич Климентовский (укр. Роман Андрійович Кліментовський; род. 14 апреля 1989, Армянск, Крымская область) — украинский и российский футболист, защитник клуба «ТСК-Таврия». В составе «Титана» из Армянска провёл более 150 игр на профессиональном уровне. Участник Универсиады 2013 года в Казани.

## Биография
Отец Андрей Евгеньевич работал на предприятии «Крымский Титан», а мать Светлана Николаевна на почте. Роман занимался в музыкальной школе, которую окончил по классу гитары. Учился ПТУ в Армянске по специальности «электромонтер по обслуживанию электрооборудования». После этого получал образование в Днепродзержинском металлургическом колледже по специальности «электрик» и в Днепродзержинском государственном техническом университете по специальности «теплоэнергетик».
Начал заниматься футболом в 10 лет, когда записался в академию армянского «Титана». Первым тренером стал Сергей Валентинович Козлов, а в дальнейшем занимался у Геннадия Николаевича Титова. В детско-юношеской футбольной лиге Украины выступал за «Титан» с 2004 по 2006 год.
На профессиональном уровне в составе «Титана» дебютировал под конец сезона 2005/06 в матче Второй лиги Украины против криворожского «Горняка» (1:1). Вместе с командой становился серебряным и бронзовым призёром Второй лиги, а в сезоне 2009/10 «Титан» стал победителем турнира и впервые вышел в Первую лигу Украины. В сезоне 2007/08 армянский клуб дошёл 1/16 финала Кубка Украины, где уступил представителю Высшей лиги — одесскому «Черноморцу» (0:3). Климентовский — участник Универсиады 2013 года в Казани в составе студенческой сборной Украины.
По мнению обозревателя Артура Валерко (Football.ua) в сезоне 2012/13 Климентовский провёл один из лучших сезонов в своей карьере: «играл, где надо было команде — и в центре обороны, и в центре поля, причем, неизменно надежно и уверенно». По итогам сезона 2013/14 Роман Климентовский заработал наибольшее количество красных карточек в лиге — три. После аннексии Крыма Россией «Титан» был расформирован, а все игроки, включая Климентовского, игравшего за армянский клуб на протяжении девяти сезонов, покинули его на правах свободного агента.
Накануне старта первого сезона Премьер-лиги Крымского футбольного союза присоединился к симферопольской «ТСК-Таврии». В составе команды становился победителем Премьер-лиги КФС сезона 2015/16 и Суперкубка КФС 2016 года. Приглашался в сборную Крыма. В феврале 2017 года заключил контракт с «Севастополем», куда перешёл по «семейным обстоятельствам». В «Севастополе» стал одним из лидеров, где ему доверили позицию вице-капитана команды. Вместе с севастопольцами четыре раза становился победителем Премьер-лиги, один раз побеждал в Кубке и дважды в Суперкубке. В Премьер-лиге КФС провёл более 150 матчей, став одним из пяти футболистов, сумевшим преодолеть подобный рубеж. Кроме того, в сезоне 2016/17 Климентовский был признан лучшим защитником чемпионата.
С 2023 по 2024 год год в составе «Севастополя» выступал в дивизионе «Б» Второй лиги России. В июле 2024 года стал играющим тренером в «Севастополе-2», который участвовал в Лиге Содружества. Тем не менее спустя месяца принял решение отказаться от тренерской работы и продолжить карьеру футболиста, присоединившись к «Таврии».

## Достижения
- Победитель Второй лиги Украины: 2009/10
- Серебряный призёр Второй лиги Украины: 2007/09
- Бронзовый призёр Второй лиги Украины: 2006/07

## Личная жизнь
12 июля 2024 года женился на девушке по имени Алёна.

## Статистика
| Клуб            | Сезон   | Лига                | Лига  | Лига | Кубок | Кубок |
| Клуб            | Сезон   | Дивизион            | Матчи | Голы | Матчи | Голы  |
| --------------- | ------- | ------------------- | ----- | ---- | ----- | ----- |
| Титан (Армянск) | 2005/06 | Вторая лига Украины | 5     | 0    |       |       |
| Титан (Армянск) | 2006/07 | Вторая лига Украины | 20    | 0    |       |       |
| Титан (Армянск) | 2007/08 | Вторая лига Украины | 21    | 0    | 2     | 0     |
| Титан (Армянск) | 2008/09 | Вторая лига Украины | 27    | 0    | 1     | 0     |
| Титан (Армянск) | 2009/10 | Вторая лига Украины | 25    | 1    | 1     | 0     |
| Титан (Армянск) | 2010/11 | Первая лига Украины | 22    | 0    | 1     | 0     |
| Титан (Армянск) | 2011/12 | Первая лига Украины | 21    | 1    |       |       |
| Титан (Армянск) | 2012/13 | Первая лига Украины | 33    | 1    | 1     | 0     |
| Титан (Армянск) | 2013/14 | Первая лига Украины | 24    | 1    | 1     | 0     |
| Севастополь     | 2023    | Вторая лига России  | 20    | 0    |       |       |
| Севастополь     | 2024    | Вторая лига России  | 6     | 0    |       |       |
| Всего           | Всего   | Всего               | 224   | 4    | 7     | 0     |